# Демони (Цілком таємно)

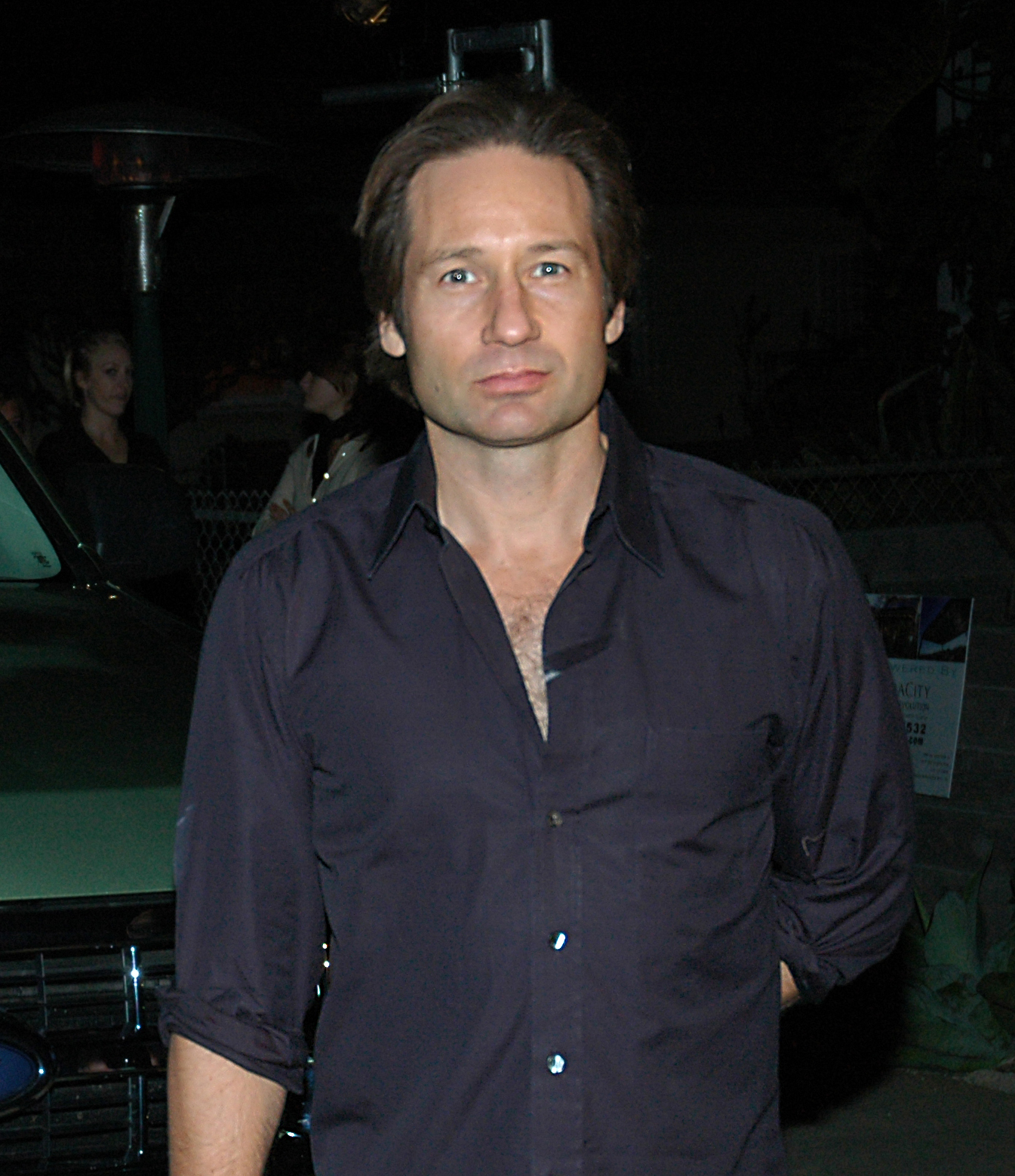

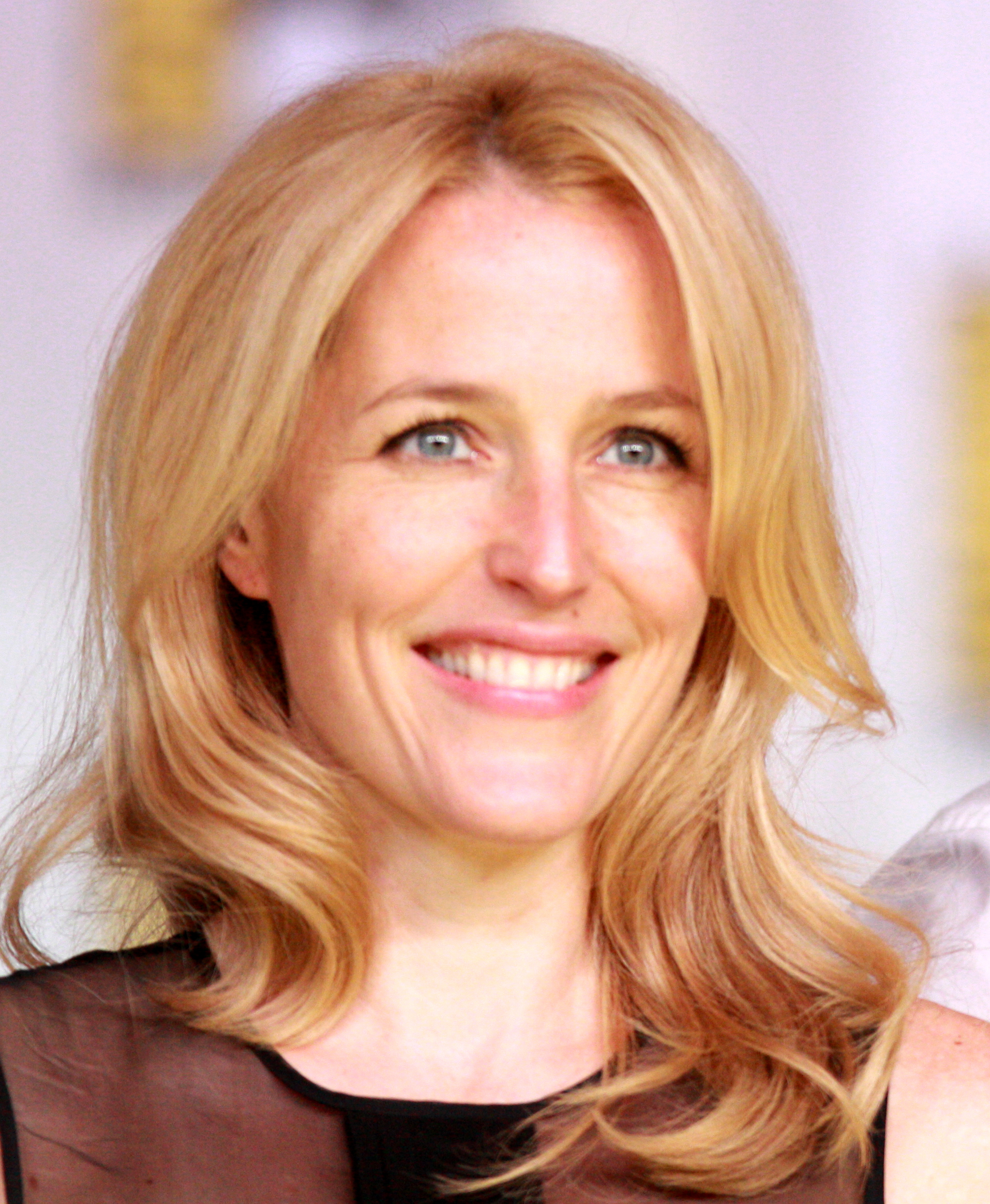

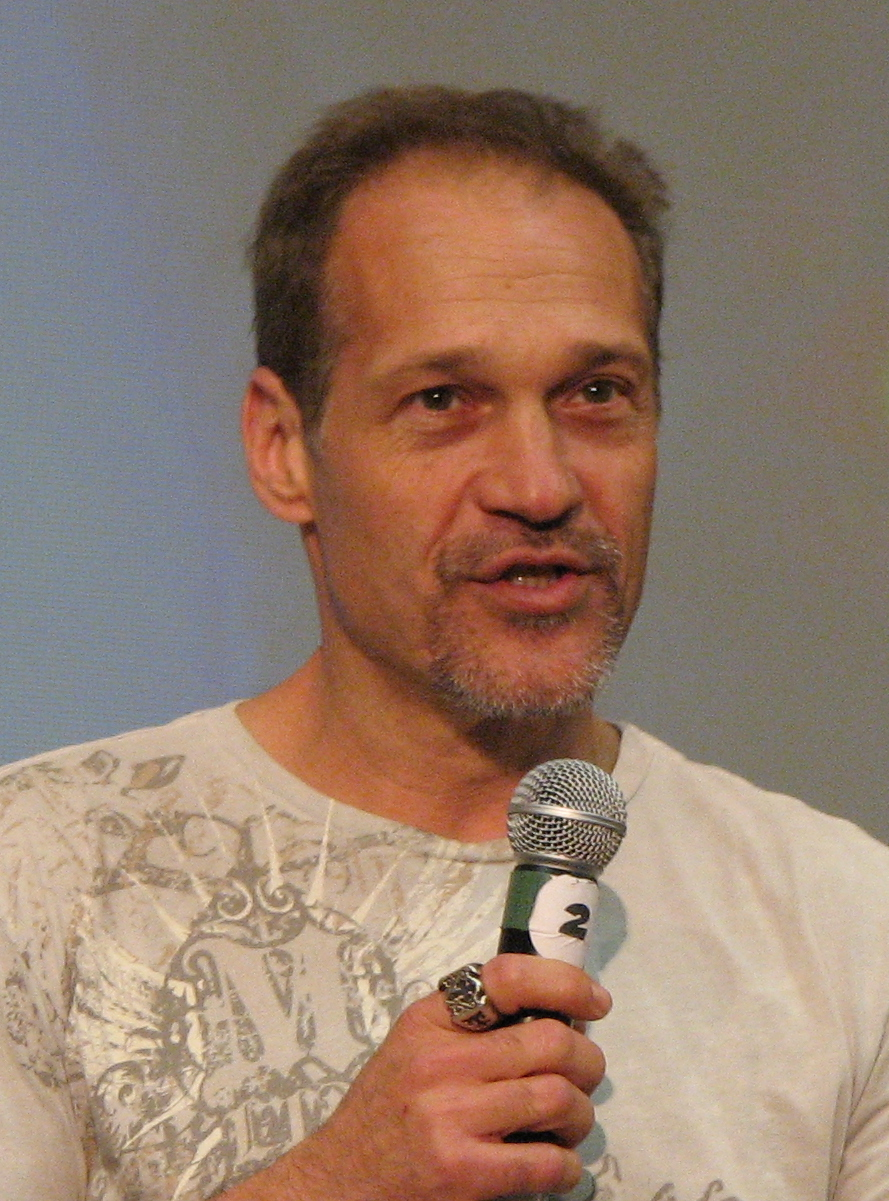

Демони (Demons) — 23-й епізод 4-го сезону серіалу «Цілком таємно». Епізод відноситься до «міфології серіалу». Прем'єра в мережі «Фокс» відбулася 11 травня 1997 року.
Серія за шкалою Нільсена отримала рейтинг домогосподарств 11.8 — загалом 19,1 мільйона глядачів переглянули епізод під час його первісного ефіру.
Малдер прокидається в отелі, у невідомій йому кімнаті, весь в крові. Фокс нічого не пам'ятає й викликає Скаллі на допомогу. Окрім того, Малдера відвідують видіння з дитинства — того моменту, коли батьки Біллі і Тіна сваряться щолдо Саманти й Фокса, за цим спостергає молодий Курець. Але Фокса звинувачують в убивстві літнього подружжя у покинутому будинку, яке Малдер не може пригадати.

## Зміст
Істина за межами досяжного
Фоксу уві сні бачиться його минувшина — випадок із сестрою Самантою. Малдер прокидається вкритий кров'ю у готелі в місті Провіденс (штат Род-Айленд). Фокс о 5-й ранку телефонує Скаллі. Дейна мчить до Провіденса і застає його шокованого. Малдер під гарячим струменем води не може зігрітися і він не пам'ятає того, що сталося за останні 48 годин. Бракє 2 куль в пістолеті Малдера. Скаллі підозрює — у Малдера аневризма. Дейна виявляє, що двома кулями вистрілили з пістолета Малдера і у нього є ключі від автомобіля, який належав Девідові та Емі Кассандрі. Скаллі наполягає аби Малдер відвідав лікарню, але Фокс хоче дізнатися спершу — чи причетний він до злочину. Хтось в цей час вирізає лиця на фотографіях і у нього в цей час струменить цівка крові з чола.
Агенти йдуть до будинку пари та дізнаються від економки, що Кассандри відсутні. Малдер упізнає будинок Кассандр з багатьох картин його дитинства, який розташований біля колишньої дачі його батьків. По прибутті туди, Малдеру повертаються сильні головні болі та пролітає спогад — як, будучи ще дитиною, він зустрів Курця в своєму будинку. Малдер подумки переноситься до минулого; він із сестрою Самантою перебувають на горищі, а внизу сперечаються їх батьки. У Фокса гостра реакція на стрес. Всередині будинку агенти знаходять трупи подружжя зі смертельними вогнепальними пораненнями.
Агенти викликають поліцію. Поліціянти забирають Малдера через непрямі докази проти нього. Скаллі здійснює аутопсію тіла Емі Кассандри й виявляє на лобовій частині голови струп. Детектив, що веде справу, повідомляє Малдеру — виявлено кров обидвох Кассандр на його сорочці. Фокс нічого не пам'ятає та відмовляється свідчити про можливе здійснення убивства. Малдера беруть до кайданок.
Прибуває Дейна та повідомляє — в крові Емі вона знайшла сліди кетаміну, знеболювальної речовини з сильними галюциногенними здатностями. Цю ж речовину виявляють і в крові Малдера. Небавом один з офіцерів поліцейського відділку убиває себе (який раніше вирізав лиця на світлинах); у нього схожі симптоми до Кассандриних. Малдер знову повертається в минуле, він стає «свідком» суперечки його батьків з Курцем. Малдер цілу ніч в буцегарні кричить й вимагає поговорити з агенткою. Скаллі відвідує Малдера наступного дня. Дейна повідомляє Фоксу — вона впевнена, що Кассандри убили себе після психіатричного лікування, та що Малдер відвідував подружжя аби дізнатися подробиці їх іншопланетного викрадення.
Агенти відвідують доктора Голдстіна у Воріку — він здійснював агресивне лікування Емі, щоби відновити її спогади про іншопланетне втручання. Автівка Малдера припаркована біля амбуланції доктора. Голдстін також мав стосунок до поліцейського, але стверджує — ніколи не стрічався з Малдером. Фокс знову бачить болісний спогад — як його мати Тіна Малдер сперечається з Курцем. Фокс Малдер відхиляє прохання Скаллі піти в лікарню. Він йде відвідати матір — хоче дізнатися, що ж сталося насправді, коли перед батьками постав вибір між ним та Самантою. Фокс вважає — Курець примусив батьків пожертвувати Самантою. Також Малдер запитує, ким насправді є його батько. Його мати засмучується та не бажає відповідати. По тому Малдер лишає Скаллі й відвідує Голдстіна та переконує попрацювати з ним — аби Фокс міг пригадати, що ж із ним сталося. Малдер знову має бачення минулого. В швидкому часі прибуває Скаллі з поліцією, аби арештувати Голдстіна — але не застають Малдера. Скаллі знаходить його у родинному будинку в Род-Айленді й намагається заспокоїти. Малдер мало не застрелює Скаллі.
Імовірна дотичність Малдера до вбивства Кассандр унеможливлюється доказами. Лишається загадкою — що ж насправді сталося того дня з його дитинства.
Я хочу вигнати своїх демонів

## Створення
«Демонів» написав Р. В. Гудвін, виконавчий продюсер і директор зйомок серіалу. Гудвін на задум цієї серії був інспірований після прочитання «Ландшафту мрій», нарису невролога та автора бестселерів Олівера Сакса — з антології «Антрополог на Марсі. Сім парадоксальних історій.» (An Anthropologist on Mars: Seven Paradoxical Tales) (1995), де до подробиць описується людина, що могла пригадати деталі свого дитинства. Гудвін зацікавився цією ідеєю й написав сценарій, де Малдер прокидається в невідомому місці з відсутністю поняття, як він взагалі там опинився. Після узгодження та схвалення загальних рис креатором Крісом Картером, Гудвін протягом шести тижнів створив сценарій епізоду.
У серії висвітлюється головного антагоніста серіалу Курця. Вільям Брюс Девіс, який зіграв роль «головного недруга», згодом зазначав: «З розвитком подій в „Цілком таємно“, ми створили реальну історію відносин протягом життя між Курцем, батьком Малдера та його матір'ю. Тоді ми почали закладати історичні передумови [характеру Фокса].» Картер висвітлив — епізод став стартовою позицією «великої конспірації» серіалу: «Це цікава сюжетна лінія — оскільки це дійсно було розвитком історії змови. Власне елементи змови були частиною розвитку сюжету. Також зворотній зв'язок історії Курця тісно пов'язаний з Малдером.» Для цього епізоду Кріс Оуен не грав Курця (як це вже було в епізоді «Мрії Курця».
Події в серії базуються на ідеї щодо синдрому Гешвінда (група поведінкових феноменів, при яких є феноменальна здатність пригадувати замало що не кожен спогад дитинства) — він може бути самовикликаний при використанні специфічних технологій у комбінації з наркотиками — чогось такого, що не підтримується сучасною медициною. В часі написання сюжету Гудвін розумів неправдоподібність ідеї та визнав, що діяв «у вільному творчому польоті» щодо проявів даного розладу. Насправді технологія, використовувана при зйомці епізоду для опису «вперед в минуле» Малдера, базувалася на досягненнях нью-ейдж, зокрема й «мозковий стимулятор».
Як котедж у серії використовувався фермерський будинок (Південний Суррей), біля якого раніше знімалися частини «Дім» та «Тунгуска». Для цього артвідділ знімальної групи орендував та здійснив реставрацію будівлі, зробив фотографії будівлі, та повернув до початкового стану для проведення зйомок. Після того фотографії будинку були оброблені в програмах Adobe Photoshop і Corel Painter, щоби будівля виглядала так, як на чисельних картинах Емі Кассандри.
Оператори і редактори знімальної групи використали кілька технологій обробки, аби зобразити «пам'ятєвий флещбек» туманним, непростим та системного характеру. Для цього затвор фотоапарата постійно піднімався й опускався — аби надати відзнятим сценам характеристики «позачасся». Після того маніпулювали з кольорами відзнятої плівки — негативи фільтрувались стробоскопом при обробці фотоматеріалів". Аби додати відчуття розгубленості та дезорієнтації, продюсер Пол Рабвін змішував в сценах діалоги із фоновим шумом оточуючого середовища.

## Сприйняття
Перший показ епізоду відбувся у США в мережі «Fox network» 11 травня 1997 року, у Великій Британі показаний на BBC One 25 лютого 1998 року. Епізод отримав рейтинг Нільсена 11.8 з часткою 18 — приблизно 11.8 відсотка помешкань з налаштованим телевізором, й 18 відсотків переглядаючих телевізор домогосподарств, було налаштовано на перегляд епізоду. Це означає що серію в першому демонструванні переглянуло 19.10 мільйона глядачів.
Телекритики оцінили епізод переважно схвально. Зак Гендлен з The A.V. Club високо оцінив серію та надав йому оцінку A–. Оглядач відмітив роботу в епізоді над зображенням діяльності розуму Малдера і зазначив — серія надала глядачам можливість дізнатися про погляди Фокса на світ. Також Гендлен відзначав: «Малдер відчайдушно намагається зрозуміти що ж сталося з його сестрою […] це змушує його передбачати імовірну зраду, бо в цьому світі зрада має сенс.» Також оглядач був дещо розчарований невеликим «випаданням» «Демонів» із загальної сюжетної лінії, проте на його думку серія спрацювала чудово. Критикеса Пола Вітаріс для Cinefantastique в огляді про епізод написала вельми позитивний відгук й оцінила його в 3.5 зірки з 4-х. Вона зазначила — «Демони» спрацювали як дослідження характеру Малдера та закцентувала — епізод змонтований послідовно й продемонстрований гіпер-реалістичний флешбек. Констатувавши не особливо випуклу образность серії, Вітаріс зазначила — стан Малдера інтригує. Не всі критики оцінили серію позитивно — Роберт Шірман та Ларс Пірсон у книзі «Хочемо вірити: критичний посібник з Цілком таємно, Мілленіуму та Самотніх стрільців» оцінили серію в 1.5 з 5 зірок, зазначивши: «в неправильному місці у неправильний час». Обидва зазначали — увага, приділена потенційному «відхиленню» Малдера, химерним чином поєднюється із реально загрожуючим життю Скаллі онкологічним захворюванням. Одначе, вони відзначили хід «повернення в минуле» як майстерний мікс, проте відзначили — у зображенні флешбеків бракує інформації для роздумів.

## Знімались
| Актор             | Роль                   |
| ----------------- | ---------------------- |
| Девід Духовни     | Фокс Малдер            |
| Джилліан Андерсон | Дейна Скаллі           |
| Джей Аковон       | детектив Джо Куртіс    |
| Майк Нуссбаум     | доктор Чарльз Голдстін |
| Кріс Оуенс        | молодий Курець         |
| Ребекка Тулан     | Тіна Малдер            |
| Ендрю Джонстон    | медичний спостерігач   |
| Ванесса Морлі     | Саманта Малдер         |